# Drogas
Drogas A.S. ist eine baltische Kosmetik-Handelskette. Sie gehört dem Mutterunternehmen A.S. Watson Group (Mehrheitsgesellschafter dieser Gruppe ist seit 2004 der Mischkonzern „Hutchison Whampoa Limited“ aus Hongkong). Die baltische Gruppe erzielte 2022 einen Umsatz von 34,98 Millionen Euro, sowie einen Gewinn von 1,02 Millionen Euro und hatte 140 Filialen, 85 in Lettland (Akciju sabiedrība "Drogas") und 55 in Litauen (UAB "Drogas"). Drogas hat 2018 auch einen Online-Shop in Lettland und 2019 in Litauen gelauncht.

## Lettland
Das erste Geschäft wurde 1993 in Riga eröffnet. Seit 1995 expandierte "Drogas" als Aktiengesellschaft.

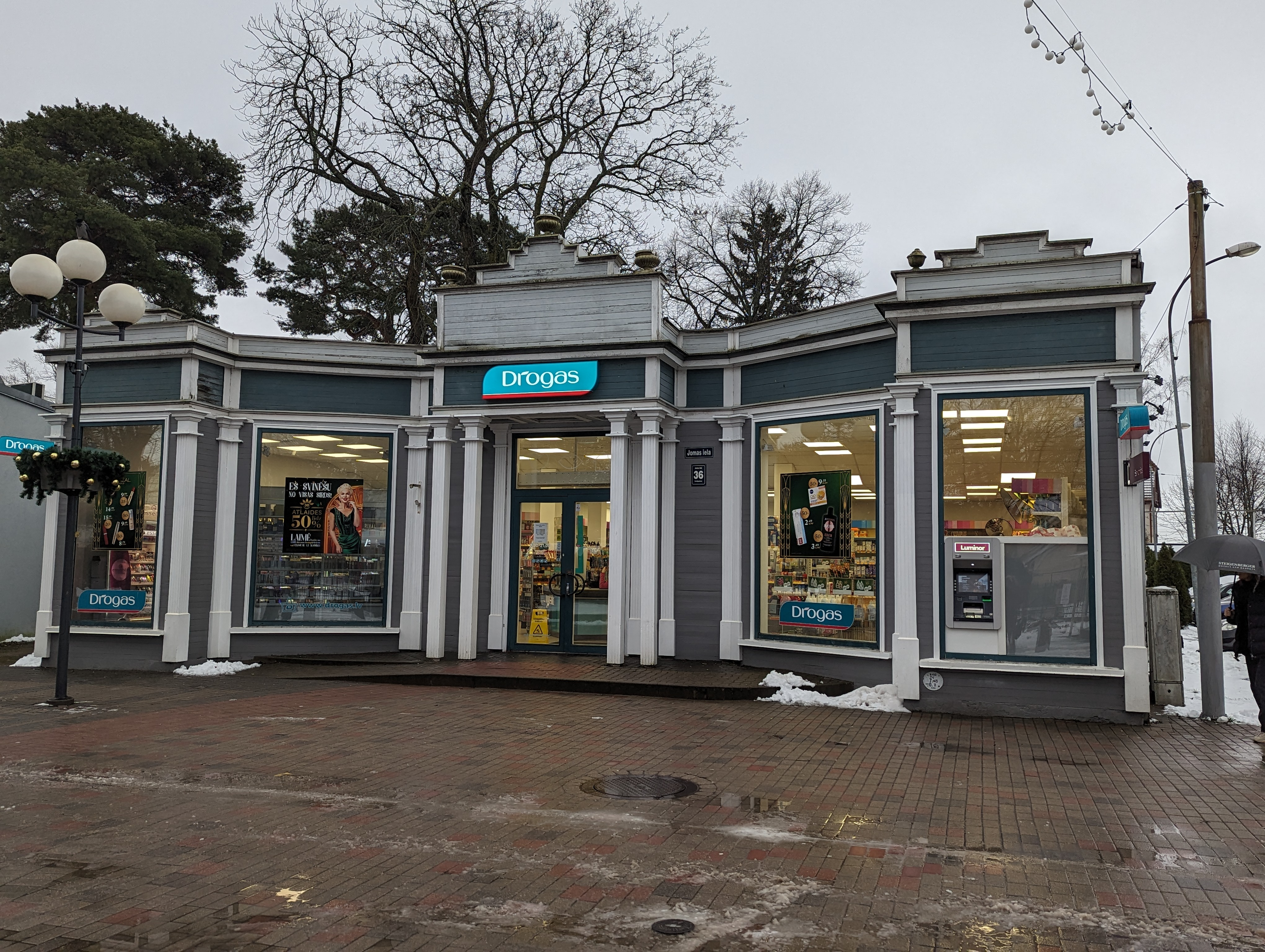
Drogas in Jūrmala

## Litauen

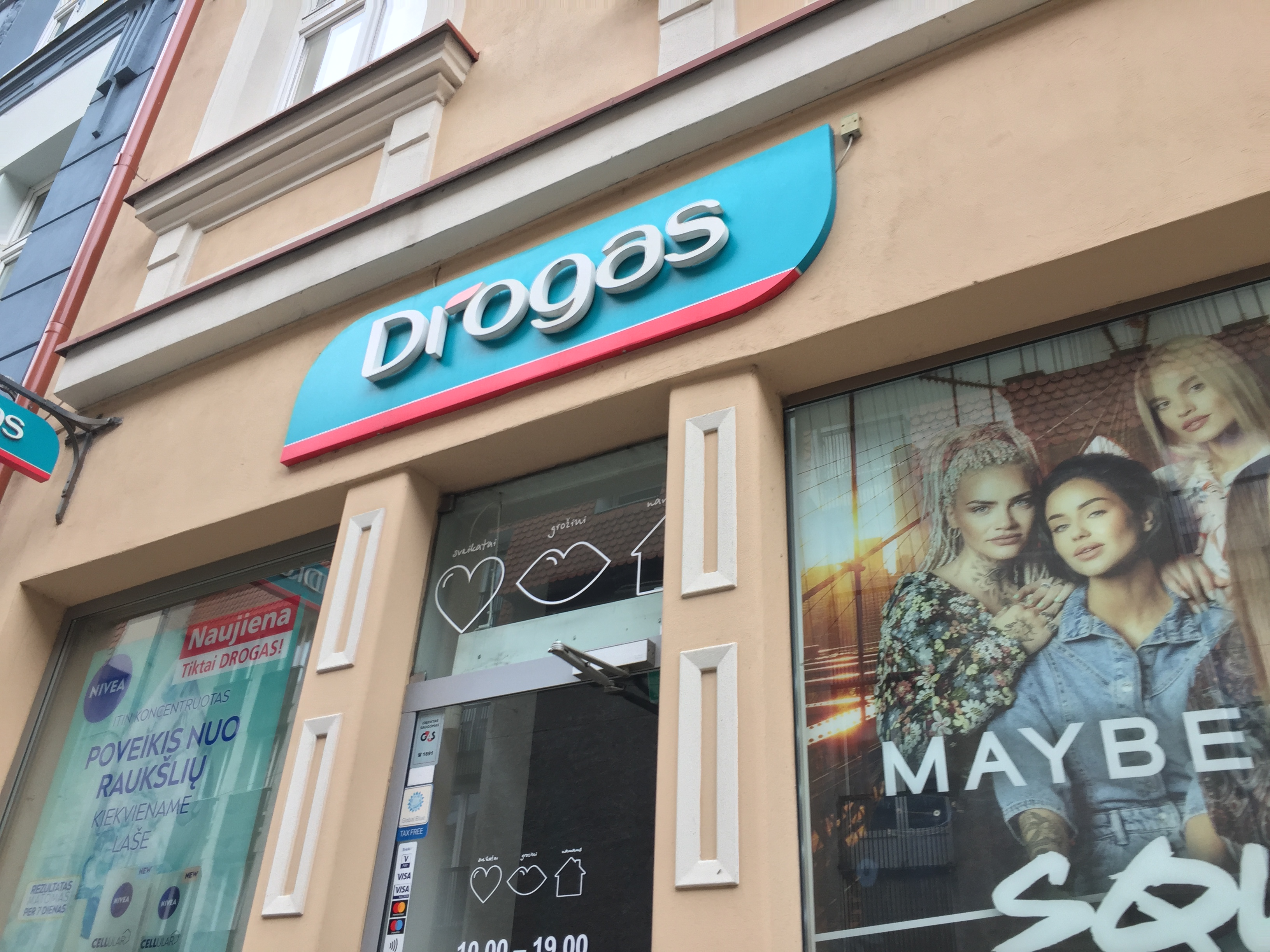
Drogas in Vilnius

2001 nahm das Unternehmen seine Tätigkeit in Litauen auf und war damit das erste lettische Filialnetz, das außerhalb Lettlands eröffnet wurde. Die litauische Kosmetik-Kette hat 48 eigene Geschäften (2013), davon 16 in Vilnius. Die Kette ist im Besitz des Handelsunternehmens UAB „Drogas“. 2008 erzielte man einen Umsatz von 80,4 Millionen Litas (23,3 Mio. Euro). Das Unternehmen beschäftigt 480 Mitarbeiter (2017).
Direktorin ist Daina Žymantė.